# Беца (Румунія)
Беца (рум. Beța) — село у повіті Алба в Румунії. Входить до складу комуни Лопадя-Ноуе.
Село розташоване на відстані 269 км на північний захід від Бухареста, 26 км на північний схід від Алба-Юлії, 60 км на південь від Клуж-Напоки.

## Населення
За даними перепису населення 2002 року у селі проживали 469 осіб.
Національний склад населення села:
| Національність | Кількість осіб | Відсоток |
| -------------- | -------------- | -------- |
| угорці         | 464            | 98,9%    |
| румуни         | 5              | 1,1%     |

Рідною мовою назвали:
| Мова      | Кількість осіб | Відсоток |
| --------- | -------------- | -------- |
| угорська  | 464            | 98,9%    |
| румунська | 5              | 1,1%     |